# Enrico Costa (Astrophysiker)
Enrico Costa (* 1944 in Sassari, Sardinien) ist ein italienischer Astrophysiker, bekannt für Untersuchungen zu Gamma Ray Bursts (GRB).

## Leben
Costa wuchs ab 1954 in Rom auf und studierte dort Physik. Für die Promotion bei Giulio Auriemma beteiligte er sich an Raketenexperimenten mit Röntgenstrahldetektoren am IAS (Istituto di Astrofisica Spaziale) in Rom. Ab 1976 trat er dem IAS bei und unternahm zunächst Ballonexperimente. Später war er an BeppoSAX beteiligt, dem italienischen Röntgenastronomiesatelliten (mit niederländischer Beteiligung und ESA Unterstützung), der 1996 bis 2003 operierte. Costa war 1981 Teil des Teams von Livio Scarsi, das den Bau des Satelliten vorschlug. Auf dem Satelliten war ein Phoswich Detektor System (PDS) von Filippo Frontera zum Entdecken von Gamma Ray Bursts (GRB) eingesetzt (Gamma Ray Burst Monitor, GRBM).
Am 28. Februar 1997 konnte nach Lokalisierung durch SAX erstmals das Röntgen-Nachglühen eines GRB beobachtet werden, gefolgt wenig später vom optischen Nachglühen (William Herschel und Isaac Newton Teleskope, La Palma). Zwei Monate später konnte bei einem anderen GRB bei anschließender Beobachtung im Radiobereich die Rotverschiebung bestimmt werden und so direkt nachgewiesen werden, dass die GRB extragalaktischen Ursprungs sind.
1999 steuerte er den Röntgendetektor für den italienischen Röntgen/Gammastrahlen Satelliten AGILE bei, der 2007 startete. Er entwickelte auch Röntgenstrahl-Polarimeter.
2011 erhielt er mit Gerald Fishman den Shaw Prize für ihre Forschungen über Gamma Ray Bursts. 2010 erhielt er mit Frontera den Premio Enrico Fermi. Für 2025 wurden Costa ein Internationaler Antonio-Feltrinelli-Preis und eine Ernst-Mach-Ehrenmedaille zugesprochen.
Seine Frau Alda arbeitet mit ihm als Elektronik-Expertin zusammen. Das Ehepaar hat zwei Kinder.